# Krokus
 (avril 2022).
Pour l’article ayant un titre homophone, voir Crocus.
Krokus est un groupe de hard rock suisse, originaire de Soleure. Formé en 1975, le groupe connait le succès dans la première moitié des années 1980 jouant un hard rock, similaire à celui d'AC/DC. Leur album Headhunter est devenu album de platine aux États-Unis (plus d'un million d'albums vendus), ils sont nommés « citoyens d'honneur » de la ville de Memphis, dans le Tennessee. L'année 2003 marque le retour du groupe avec leur album Rock The Block, devenant pour la première fois numéro 1 dans leur pays d'origine. Krokus est considéré par la presse spécialisée comme le plus grand groupe de hard rock suisse.

## Biographie

### Débuts (1974-1979)
Krokus est formé en 1974 dans la ville de Soleure. Le nom du groupe est inspiré du genre de plantes qui pousse, notamment, dans les Alpes suisses, le Crocus. Dans sa composition d'origine, Chris Von Rohr est à la batterie et au piano, Tommy Kiefer comme chanteur et guitariste, Remo Spadino à la basse et Hansi Droz comme deuxième guitariste.
Leur premier album homonyme, sorti en 1975, n'a que peu en commun avec le son hard rock qui les rend ensuite célèbres. Peter Richard est invité à chanter sur l'une des chansons de l'album. Leur deuxième album To You All marque un changement drastique car Krokus fusionne avec le groupe Montezuma. Seul Tommy Kiefer et Chris von Rohr restent, et ce dernier lâche la batterie pour devenir le chanteur. Krokus voit l'arrivée du guitariste Fernando Von Arb, du bassiste Jürg Nägeli et du batteur Freddy Steady. Le premier titre de l'album, Highway Songs, est le premier petit hit du groupe en Suisse. Une autoroute sera barrée pour les besoins du tournage de leur clip. L'album suivant, Painkiller, marque encore le groupe d'un changement : Chris von Rohr réalise que ses talents de chanteur ne sont pas suffisant pour le groupe et décide à nouveau de changer la composition de Krokus. Il reprend la basse, alors que Jürg Nägeli se retire pour s'occuper du mixage et de la technique. Le groupe semble trouver un nouveau chanteur en la personne d'Henry Friez, avec lequel ils préparent le nouvel album et font une tournée en Allemagne. Toutefois Friez se retire rapidement, et son remplacement sera Marc Storace, qui avait déjà sorti deux albums avec le groupe de jazz Tea.

### Succès (1980-1984)

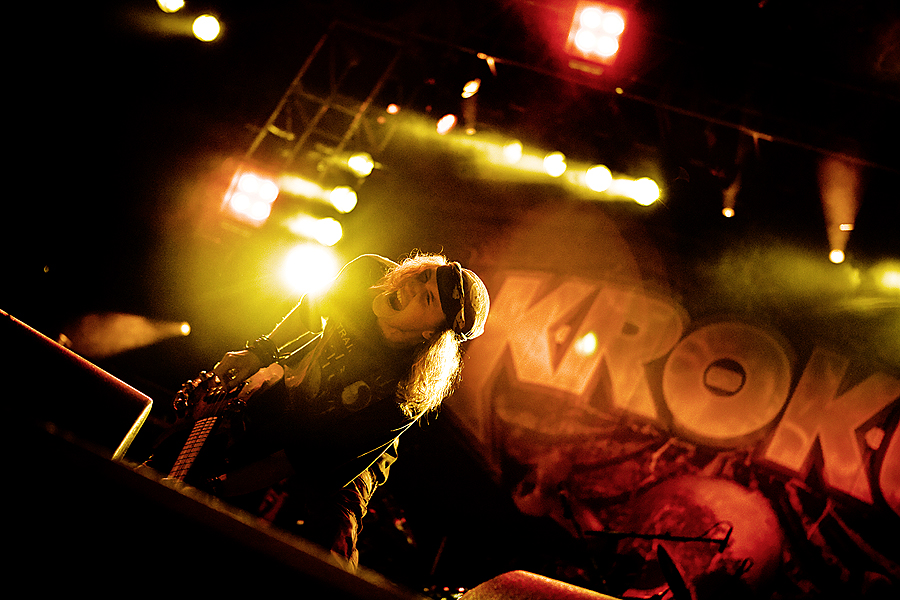
Chris Von Rohr, de Krokus, sur scène.

En 1980, le premier album avec Marc Storace comme chanteur porte le titre Metal Rendez-Vous. Le groupe part en tournée à travers l'Europe avec Nazareth, Ted Nugent et Rainbow avant de percer dans leur tournée britannique avec Girlschool, More et Angel Witch au légendaire festival de Reading. Leur titre Heatstrokes se hisse à la première place des classements britanniques et 150 000 exemplaires de leur album sont vendus en Suisse. Durant l'été 1980, Krokus assure la première partie de Sammy Hagar, AC/DC et Cheap Trick. L'année suivante, ils continuent sur leur lancée avec des titres comme Rock City ou Easy Rocker de leur nouvel album Hardware, mais se séparent du guitariste Tommy Kiefer. Ce dernier, aux prises avec des problèmes d'héroïne, se suicidera la veille de Noël 1986. Son remplaçant s'appelle Mandy Meyer, avec lequel le groupe renouvellera sa tournée aux États-Unis. Ce dernier quittera Krokus avant le prochain album pour fonder le groupe Cobra et sera remplacé par Mark Kohler. Krokus continue sa tournée aux États-Unis avec des groupes comme Motörhead, Rush, Rainbow et Cheap Trick et confirment en 1982 leur statut de « groupe rock suisse le plus célèbre de tous les temps » avec l'album One Vice at a Time qui permet au groupe de percer aux States, notamment avec des morceaux comme "Long Stick Goes Boom" et "To The Top", puis en jouant au Hallenstadion de Zurich à guichets fermés avec Blackfoot en première partie.
Après leur tournée World Vice, le batteur Freddy Steady est remplacé par Steve Pace. L'album suivant, Headhunter, porte Krokus au sommet de sa gloire. Le disque, produit par Tom Allom (Judas Priest) comporte non seulement un duo entre Marc Storace et le chanteur de Judas Priest, Rob Halford, mais également, aux côtés des classiques Eat the Rich et Stayed Awake All Night, le plus gros hit de Krokus, Screaming in the Night. Le groupe est invité comme special guest lors de la tournée américaine Pyromania de Def Leppard, la deuxième plus grosse tournée de l'année aux États-Unis. Toutefois, le chanteur Marc Storace en fait souvent un peu trop pour une première partie, empiétant sur le groupe principal. Joe Elliot, le chanteur de Def Leppard, l'accusera même d'avoir copié mot pour mot ses annonces. À la suite de ces disputes, Krokus quitte prématurément la tournée pour rejoindre Judas Priest. La même année, le titre Headhunter atteint la 25e place des charts américain et sera Album de Platine aux États-Unis avec plus d'un million d'albums vendus, et disque d'or au Canada et en Suisse. Krokus remplit des salles de 3 000 à 5 000 places à lui tout seul et réunira même plus de 80 000 spectateurs à un festival au Chili. Malgré cela, la valse des changements continue : Kohler est remplacé par le guitariste Patrick Mason, mais réintègre rapidement le groupe en tant que bassiste : en effet, Chris Von Rohr se fera éjecter du groupe à la fin de l'année. De l'avis des autres membres, il avait clairement outrepassé son rôle inofficiel de porte parole du groupe en donnant une interview au magazine à scandale Blick portant sur la vie de rocker, avec force détails sur les excès de la tournée, l'alcool, la drogue et les groupies. Kohler revient à la basse pour le festival Rocknacht à Dortmund, avant de changer à nouveau comme guitariste. Andy Tannas à la basse et Jeff Klaven à la batterie rejoignent alors le groupe.

### Retour (1984-1993)
Ils sortent un nouvel album, The Blitz. Le groupe fait une tournée en 1985 avec Accept et Rough Cutt comme première partie et l'album devient disque d'or aux États-Unis. C'est le zénith de leur carrière. Les changements de composition du groupe n'en finissent plus : l'ex-bassiste du groupe Cobra remplace Tommy Keiser. La tournée se termine au « Texxas Jam Festival » devant 80 000 spectateurs avec Van Halen comme « special guest ». L'album suivant, Change of Address est décevant, trop éloigné du style original de Krokus. Le va-et-vient incessant de la formation compte sans doute pour beaucoup. Coup de théâtre en 1987 : Chris von Rohr annonce son retour dans le groupe. Simultanément, le batteur Jeff Claven est remplacé par Dani Crivelli, qui a joué sur l'album solo de von Rohr Hammer and Tongue. Le succès de leur prochain album Heart Attack donne un nouveau souffle à Krokus : ils repartent en tournée européenne, assurant la première partie de Ted Nugent, puis une nouvelle tournée aux États-Unis en tête d'affiche. Malheureusement, la tournée est prématurément interrompue à la suite de la démission du chanteur Marc Storace et du guitariste Fernando von Arb, et Krokus manque son retour. Les membres restants (von Rohr, Mark Kohler et Dani Crivelli) tentent de sauver le groupe en engageant Many Maurer et le chanteur Bjorn Lodin, mais ils jettent vite l'éponge et le groupe se dissout la même année.
En 1990, Fernando von Arb décide de faire revivre le groupe. Il quitte son rôle de guitariste pour assurer la basse. À ses côtés, les guitaristes Many Maurer et Tony Castell sont accompagnés de Peter Haas à la batterie et du nouveau chanteur : Peter Tanner. Ils enregistrent dans cette composition l'album Stampede, mais c'est un flop et le groupe disparaît à nouveau, notamment car von Arb est atteint d'un cancer dont il se remettra seulement en 1994.

### Second retour (1994-2001)
Le groupe renoue avec le succès en 1994 avec son single Ain't Seen Nothing Yet, une reprise d'un titre du Bachman-Turner Overdrive. Avec Marc Storace comme chanteur, von Arb et Kohler à la guitare, Many Maurer à la basse et Freddy Steady à la batterie, Krokus sort son album To Rock or Not to Be, qui marquera l'année suivante son retour dans la scène rock. L'album sera disque d'or et atteindra la 5e place des charts suisses. Malheureusement le groupe n'arrivera pas à décoller et se dissous à nouveau.
Nouvelle tentative en 1999 avec la composition suivante : aux côtés du leader et guitariste Fernando Von Arb, on trouve deux nouveaux : le chanteur Carl Sentance et Chris Lauper à la guitare. Many Maurer et Peter Haas complètent la formation. Ils sortent l'album Round 13 et partent en tournée au Royaume-Uni et font une apparition remarquée au « Bang Your Head Festival » dans le Sud de l'Allemagne. Lauper, Maurer et Haas quittent le groupe, bientôt remplacés par Dave Stettler (guitare), Tony Castell (basse) et Cliff Rodgers (batteur), qui cèdera ensuite sa place à Marcel Kopp.

### Troisième retour (2002-2007)
Marc Storace réintègre le groupe en 2002 et Krokus fait une tournée en Suisse, avec Fernando von Arb, Tony Castell ainsi que Dominique Favez à la guitare et Patrick Aeby à la batterie. Ils travaillent sur un nouvel album intitulé Rock The Block qui sort au début de 2003 chez Warner. Numéro un pour la première fois dans les classements suisses, l'album sera disque de platine. Ils font une tournée européenne, et leur album est distribué aux États-Unis au printemps 2004. La même année, ils sortent un album d'enregistrements publics, Fire and Gasoline, avant que Fernando von Arb ne quitte le groupe à la surprise générale. Il est remplacé par Mandy Meyer, avec lequel le groupe entame une tournée aux États-Unis fin 2005, pour la première fois depuis 1988. En novembre 2005, le batteur Patrick Aeby quitte le groupe. En 2006, il est remplacé par le batteur du groupe Accept : Stefan Schwarzmann. Celui-ci assure sa place pour la sortie de l'album Hellraiser ainsi que la tournée qui s'ensuit durant l'année 2007.
Même si Krokus n'est pas le plus célèbre des groupes rock, cela n'a pas entaché en Suisse son statut de « groupe ayant réussi aux États-Unis ». Les albums Metal Rendez-Vous, Hardware (qui atteint les classements), One Vice at a Time et Headhunter figurent parmi les classiques du hard rock[réf. souhaitée] et malgré les incessants changements de compositions, Krokus est considéré par ses fans comme un très bon groupe live[réf. nécessaire]. En 2006, le groupe sort un album intitulé Hellraiser, qui atteint la deuxième place des classements suisses.

### Reformation (2007-2011)

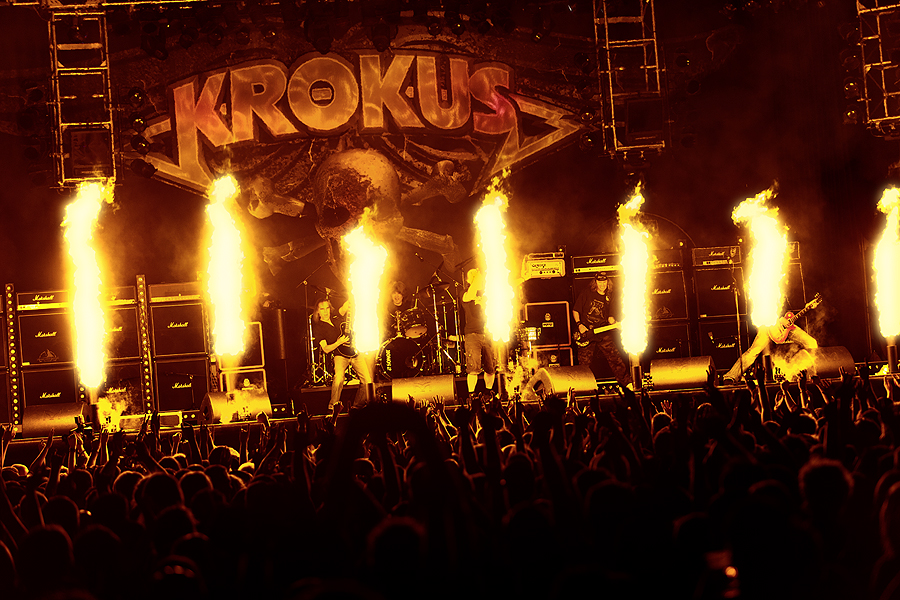
Krokus au Stade de Suisse, le 2 août 2008.

En 2007, le groupe donne quelques concerts à travers l'Europe, avec HammerFall et The Poodles entre autres, et continue ainsi de jouer. Après avoir annoncé sur son site officiel la mise en pause artistique du groupe après la fin de la tournée Hellraiser, Krokus annonce en 2008 la reformation du line-up original des années 1980 pour une tournée. Cette tournée débute le 2 août au Stade de Suisse de Berne, et est suivie de la sortie en 2010 d'un nouvel album studio, Hoodoo. L'album est publié en édition limitée qui contient un DVD de concerts. En mai 2011, le batteur Fready Steady annonce son départ du groupe.

### Dirty Dynamite(depuis 2012)
En décembre 2012, le guitariste Mandy Meyer est de nouveau annoncé dans le groupe, après avoir joué Fernando von Arb au Loud Park Festival au Japon en octobre 2011,. Krokus publie son septième album studio, Dirty Dynamite, le 22 février 2013. Le 21 avril 2013, la mort de l'ancien batteur du groupe, Dani Crivelli, qui a participé à l'album Heart Attack en 1988, est annoncée. Selon le média suisse allemand Blick, Crivelli aurait basculé sur un pont à Trimbach, dans le canton de Soleure, et n'aurait pas survécu à sa chute. Le batteur suisse Flavio Mezzodi se joint à Krokus en mai 2013 et joue à leur tournée Dirty Dynamite.
Le groupe joue quatre concerts à guichet fermé au Kofmehl de Soleure. Le quatrième concert est enregistré et publié sous le titre Long Stick Goes Boom - Live From Da House of Rust en 2014. En avril et mai 2015, le groupe revient pour quelques dates aux États-Unis. Fernando von Arb n'y participera pas à cause de la distance. Krokus annonce ensuite un nouvel album prévu « vers fin 2016 ou début 2017. »

## Projets parallèles
Fernando von Arb, Jürg Nägeli et Chris von Rohr produisent depuis les années 1990 les albums The Heavy's - Metal Marathon, qui remportent un franc succès en Suisse. Many Maurer (guitare), Peter Haas (batterie) und Tony Castell (basse) ont sorti en 1996 l'album Read Your Mind sous le nom Ain't Dead Yet.
Le guitariste du groupe Gotthard, Leo Leoni, produit en 2000 un album avec des reprises d'AC/DC, DC-World. Sur cet album, Marc Storace chante les morceaux de Bon Scott alors que Peter Tanner chante ceux de Brian Johnson et J-Jay Bozzy assure les parties d'Angus Young (guitare solo). Ils sont accompagnés par trois ex membres de Krokus, Patrick Aeby (batterie), Tony Castell (basse) et Dominique Favez (guitare rythmique).

## Membres

### Membres actuels
- Chris von Rohr - batterie (1975-1976), chant (1976-1979), basse (1979-1983, 1987-1989, depuis 2008)
- Marc Storace - chant (1979-1988, 1994-1999, depuis 2002)
- Mandy Meyer - guitare (1981, 2004-2008, depuis 2012)
- Flavio Mezzodi - batterie (depuis 2013)

### Membre de session
- Dominique Favez - guitare (2003-2006, depuis 2014)

### Anciens membres
- Peter Richard - chant (1975-1976)
- Remo Spadino - basse (1975-1976)
- Tommy Kiefer - guitare (1975-1981) lead vocals (1976-1977)
- Hansi Droz - guitare (1976)
- Jurg Naegeli - basse  (1976-1979)
- Fernando von Arb - guitare (1976-2004, 2008–2012)
- Freddy Steady - batterie (1977-1982, 1994-1996, 2008–2011)
- Steve Pace - batterie (1983)
- Jeff Klaven - batterie (1984-1986)
- Tommy Keiser - basse (1985-1986)
- Dani Crivelli - batterie  (1987-1989)
- Mark Kohler - guitare (1982-1988, 1994-1999, 2008–2014)

## Discographie

### Albums studio
- 1976 : Krokus
- 1977 : To You All
- 1978 : Painkiller / Pay It In Metal
- 1980 : Metal Rendez-vous
- 1981 : Hardware
- 1982 : One Vice at a Time
- 1983 : Headhunter
- 1984 : The Blitz
- 1986 : Change of Address
- 1988 : Heart Attack
- 1990 : Stampede
- 1995 : To Rock or Not to Be
- 1999 : Round 13
- 2003 : Rock The Block
- 2006 : Hellraiser
- 2010 : Hoodoo
- 2013 : Dirty Dynamite
- 2017 : Big Rocks

### Albums live et compilations
- 1980 : Early Days '75-'78 (compilation)
- 1986 : Alive and Screamin (album live)
- 1987 : Stayed Awake all Night - The Best(compilation)
- 1993 : The Dirty Dozen (best-of)
- 2000 : Definitive Collection (compilation)
- 2000 : The Collection (compilation)
- 2000 : Best of (compilation)
- 2003 : Long Stick Goes Boom: The Anthology (best-of)
- 2004 : Fire and Gasoline (album live + DVD)

### Singles et EPs
- 1980 : Tokyo Nights
- 1980 : Heatstrokes
- 1980 : Bedside Radio
- 1981 : Winning Man
- 1981 : Rock City
- 1982 : American Woman
- 1982 : Save Me
- 1982 : Bad Boys Rag Dolls
- 1983 : Stayed Awake All Night
- 1983 : Screaming In The Night
- 1984 : Midnite Maniac
- 1984 : Ballroom Blitz
- 1984 : Our Love
- 1986 : School's Out
- 1987 : Screaming In The Night (Live)
- 1987 : Let The Love Begin
- 1988 : Let It Go
- 1988 : Wild Love
- 1994 : You Ain't Seen Nothin' Yet
- 2003 : I Want It All

### Vidéos et DVD
- 1986 : The Video Blitz (VHS)
- 2003 : Fire And Gasoline (DVD Bonus au double CD)
- 2004 : As Long As We Live (DVD)